# نوربرت سيبوس
نوربرت سيبوس (بالمجرية: Sipos Norbert)‏ هو لاعب كرة قدم مجري في مركز الوسط، ولد في 21 مارس 1981 في زومباثلي في المجر. لعب مع نيا سلاميس فاماغوستا.